# 阿韦尔讷苏塞姆
阿韦尔讷苏塞姆（法語：Avernes-sous-Exmes，法語發音：[avɛʁn su.z‿ɛm]，意为“埃姆下方的阿韦尔讷”）是法国奥恩省的一个旧市镇，位于该省北部，属于阿让唐区。2017年1月1日，阿韦尔讷苏塞姆和相邻的另外13个市镇合并为新市镇欧日地区古费恩（Gouffern-en-Auge）。

## 地理
阿韦尔讷苏塞姆（48°47'20"N, 0°12'14"E）面积7.03 平方千米，位于法国诺曼底大区奧恩省，该省份为法国西北部内陆省份，北起顺时针与卡爾瓦多斯省、厄尔省、厄尔-卢瓦省、萨尔特省、马耶讷省和芒什省接壤。
与阿韦尔讷苏塞姆接壤的市镇（或旧市镇、城区）包括：圣皮埃尔-拉里维耶尔、库尔梅尼勒、埃姆、梅尼勒于贝尔-昂内姆、奥梅埃勒、维勒巴丹。

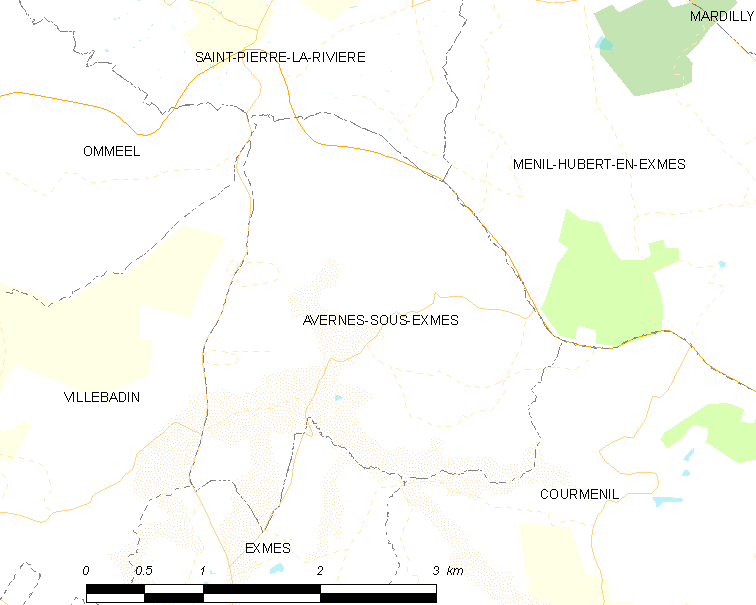
阿韦尔讷苏塞姆的OSM定位图

阿韦尔讷苏塞姆的时区为UTC+01:00、UTC+02:00（夏令时）。

## 行政
阿韦尔讷苏塞姆的邮政编码为61310，INSEE市镇编码为61019。

## 政治
阿韦尔讷苏塞姆所属的省级选区为阿让唐第二县。

## 人口

1962-2008年间阿韦尔讷苏塞姆人口变化图示

阿韦尔讷苏塞姆于2018年1月1日时的人口数量为83人。